# Dana Gould
Dana Jonathan Gould (n. 24 august 1964, Hopedale⁠(d), Massachusetts, SUA) este un actor american de film, televiziune și voce.

## Legături externe
- Dana Gould la Internet Movie Database